# Morti nel 1016
| Questa pagina contiene informazioni ricavate automaticamente dalle voci biografiche con l'ausilio del template Bio e di un bot. L'aggiornamento è periodico e automatico e ricostruisce completamente la pagina. Se manca una persona in questa lista, sei pregato di non aggiungerla, ma accertati piuttosto che la sua voce biografica contenga il template Bio e che i dati anagrafici siano correttamente compilati. Se il template Bio manca, inseriscilo tu stesso o, in alternativa, metti l'avviso {{tmp\|Bio}} che ne segnala la mancanza. Se i dati riportati sono sbagliati, correggi direttamente la voce biografica; le modifiche saranno visibili in questa lista entro pochi giorni. Per chiarimenti vedi il progetto biografie. La lista contiene solo le 13 persone che sono citate nell'enciclopedia e per le quali è stato implementato correttamente il template Bio. Pagina aggiornata al 13 gen 2025. |

- 23 aprile - Etelredo II d'Inghilterra, re (n. 968)
- 22 maggio - Jovan Vladimir, principe serbo
- 1º luglio - Sulayman ibn al-Hakam, "al-Musta'in", califfo (n. 963)
- 26 luglio - Simeone di Polirone, monaco cristiano italiano
- 2 ottobre - Enrico II di Stade, nobile tedesco
- 5 ottobre - Wichmann III, nobile tedesco
- 30 novembre - Edmondo II d'Inghilterra, re inglese (n. 988)
- Gerberga di Borgogna, nobildonna francese (n. 965)
- Guglielmo IV d'Alvernia, conte
- Hugon di Montboissier, nobile francese (n. 940)
- Alvito Nunes, militare spagnolo
- Rinaldo di Vendôme, vescovo francese
- Uchtred l'Ardito, sovrano anglosassone